# Ernst Schüz

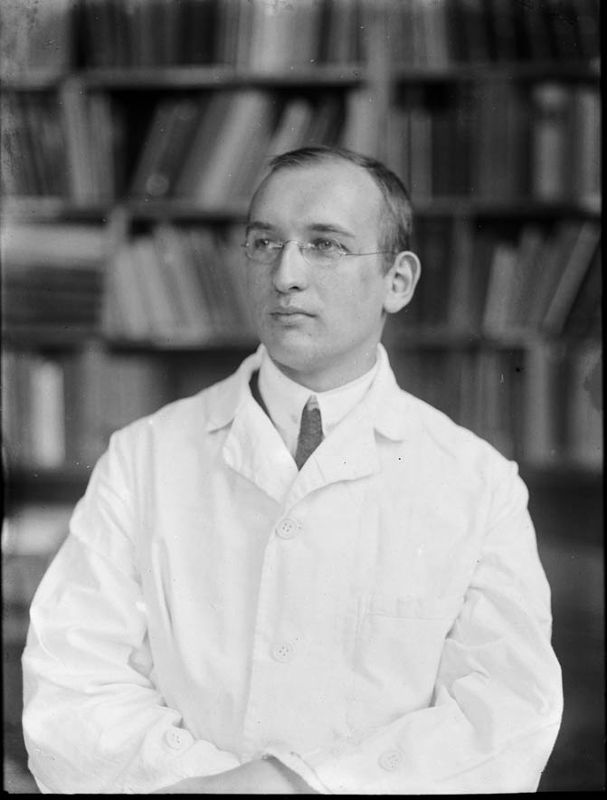
Ernst Schüz in den 1920er Jahren als Mitarbeiter im damals Preußischen Provinzialmuseum Hannover, dem heutigen Niedersächsischen Landesmuseum Hannover.

Ernst Paul Theodor Schüz (* 24. Oktober 1901 in Markgröningen; † 8. August 1991 in Ludwigsburg) war ein deutscher Ornithologe. 1949 bis 1969 war er Direktor des Staatlichen Museums für Naturkunde Stuttgart.

## Leben
Der Vater Ernst Schüz war Stadtpfarrer und Bezirksschulinspektor (Oberregierungsrat) in Balingen, die Mutter Elise Weitbrecht. Schüz besuchte das Karls-Gymnasium Stuttgart und studierte ab 1920 Zoologie, Botanik, Chemie, Geologie und Geographie an der Universität Tübingen mit der Staatsprüfung für das höhere Lehramt 1925. 1927 wurde er an der Universität Berlin bei Erwin Stresemann in Zoologie promoviert. Die Dissertation war über Puderdunen. Danach war er an den Naturkundemuseen in Hannover und Dresden und ab 1929 an der Vogelwarte Rossitten unter Oskar Heinroth Kustos. 1936 wurde er Leiter der Vogelwarte. Seine erste Frau Tabitha Brenner (Heirat 1926) starb 1941 kurz nach der Geburt einer Tochter, 1944 heiratete er Hanna Steinheil. 1942 habilitierte er sich in Königsberg und wurde 1943 als Soldat eingezogen.
Nach dem Krieg gründete er in Schloss Möggingen (im Besitz des Ornithologen Nikolaus von Bodman) bei Radolfzell einen Nachfolger der kriegsbedingt aufgegebenen Rossiter Vogelwarte. Die Vogelwarte Radolfzell war ein Teil des Max-Planck-Instituts für Ornithologie (und gehörte schon ab 1949 zum MPI). Sie wurde bis 1959 nebenamtlich von Schüz geleitet, während er im Hauptberuf ab 1946 Hauptkonservator und ab 1959 Direktor des Staatlichen Museums für Naturkunde in Stuttgart war.
Auf Schloss Möggingen organisierte er ab 1947 die ersten Treffen deutscher Ornithologen nach dem Krieg, aus denen 1949 die Neugründung der Deutschen Ornithologischen Gesellschaft hervorging.
In Rossitten organisierte er die Vogelberingung (besonders Weißstorch, Graureiher), unternahm Populationsstudien zum Beispiel zum Star und förderte die Forschung der Orientierung und Physiologie von Zugvögeln (mit Gustav Kramer, Werner Rüppell, Paul Putzig und anderen). Auch später lag sein Schwerpunkt in der Vogelzugforschung und im Vogelschutz, aber auch bei Weißstörchen.
Er war auch seit 1952 Honorarprofessor der Universität Stuttgart, war Landesbeauftragter für Naturschutz und Landschaftspflege für Nordwürttemberg (1946) und Leiter der staatlichen Vogelschutzwarte in Ludwigsburg.
Seit 1936 war Schüz „Wissenschaftliches Mitglied“ der Kaiser-Wilhelm-Gesellschaft, nach 1949 wurde er von der Max-Planck-Gesellschaft als Wissenschaftliches Mitglied übernommen. Von 1959 bis 1969 war er Wissenschaftliches Mitglied des Max-Planck-Institut für Verhaltensphysiologie, in das die Vogelwarte Radolfzell integriert worden war. 1971 wurde er Ehrenmitglied der Gesellschaft für Naturkunde in Württemberg und 1964 Ehrenmitglied der British Ornithological Union und 1953 der American Ornithological Union.
1930 bis 1943 war er Mitherausgeber der Zeitschrift Vogelzug und 1948 bis 1974 von dessen Nachfolger Vogelwarte (mit Rudolf Drost, Rudolf Kuhk).

## Schriften (Auswahl)
- Vogelbüchlein. Ein Taschenbuch für Beobachtungsgänge. Stuttgart: Moritz 1922.
- Beitrag zur Kenntnis der Puderbildung bei den Vögeln. In: Journal für Ornithologie. Band 75, 1927, S. 86–223 (Dissertation).
- mit Hugo Weigold: Atlas des Vogelzugs nach den Beringungsergebnissen bei paläarktischen Vögeln. Berlin: Friedländer 1931.
- mit Ernst Mayr (Hrsg.): Ornithologie als biologische Wissenschaft. 28 Beiträge als Festschrift zum 60. Geburtstag von Erwin Stresemann. Carl Winter Universitätsverlag, Heidelberg 1949.
- Vom Vogelzug. Grundriß der Vogelzugskunde. Frankfurt: Schöps 1952.
- Die Vogelwelt des Südkaspischen Tieflandes. Stuttgart: Schweizerbart 1959.
- mit Peter Berthold: Grundriß der Vogelzugskunde. 2. Auflage, Paul Parey 1971.

Er gab auch die deutsche Übersetzung von M. Philip Kahl Welt der Störche (Paul Parey 1981) heraus und bearbeitete und erweiterte diese.